# Nádas György
Nádas György (Budapest, 1962. április 30. –) Erzsébet-díjas és Karinthy-gyűrűs magyar színész, humorista. Apja Nádas Gábor zeneszerző, zongorista.

## Életpályája
Első nyilvános fellépése a Rádió kabarészínházában volt 1965 szilveszterén, ahol édesapja dalát adta elő három és fél évesen: "Ilyen az élet Dédikém" címmel.
Tanulmányait a Kodály Zoltán Ének Zenei Általános Iskolában, az esztergomi Temesvári Pelbárt Ferences Gimnáziumban  végezte. A Nemzet Színház Stúdiójának növendéke volt. Az érettségi után a Tanács mozi vezetője lett. Tizenkilencéves korában fotómodell volt. A Színház- és Filmművészeti Főiskola hallgatója volt musical szakon, de 1983-ban otthagyta az iskolát.
Az ország közönsége 1982-ben a második Humorfesztiválon ismerhette meg. Az első körben Solaris együttessel zenei paródiát adott elő. De a következő fordulóra már Markos Györggyel átütő erejű párost hoztak létre. Óriási sikert arattak, az általuk képviselt szókimondó, időnként nyers, mégis finoman kidolgozott humorral megnyerték a humorfesztivált. A Mikroszkóp Színpad még abban az évben szerződtette mindkettőjüket. Ettől kezdve a Rádiókabaré minden műsorában felléptek. A páros később Boncz Gézával egészült ki. Rádiós és televíziós fellépéseikkel milliós rajongótábort szereztek. Ahogy Hofi Géza nélkül, úgy Markos-Nádas-Boncz nélkül is elképzelhetetlen volt egy szilveszteri műsor.
Aktívan zenélt is: előbb a Woods, majd az Aladdin és a Skodalámpa nevű formációban basszusgitározott.
1992-ben szakított Markos Györggyel és a Mikroszkóp Színpaddal, ettől kezdve főleg Boncz Gézával vállalt fellépéseket. Rendszeresen játszott sikeres színházi előadásokban is többek között a Turay Ida Színházban.
2011-től újra a Mikroszkóp Színpad tagja lett. Verebes István igazgató távozása után fél évig az Új Mikroszkóp Színpad művészeti vezetőjeként dolgozott. 2012. január elsejétől távozott a színházból.
Ugyanebben az évben az általa rendezett „Markos-Nádas 30!" című jubileumi gálaesten a budapesti RAM Colosseumban néhány alkalommal ismét együtt dolgozott Markos Györggyel.
2014-ben emlékestet rendezett néhai barátja, Boncz Géza hetvenedik születése évfordulóján, Szegeden.
2014 őszétől a Turay Ida Színház felkérésére itt mutatja be saját egész estés kabaréját is Szép volt fiúk! címmel.
2016 szeptemberétől 2019 márciusáig a Klasszik Rádió 92.1 "Intermezzo" című műsorának szerkesztő-műsorvezetője.
2020 januárjától a Dankó Rádió "Jó pihenést!" című műsorának szerkesztő-műsorvezetője.

## Kitüntetései
- Karinthy-gyűrű (1991)
- Erzsébet-díj (1991)

## Művei

### Könyvek
- Nádas György–Boncz Géza: Fogjuk a hasunkat. Jókedvű szakácskönyv; Gyöngyös–Debrecen, W. Stoker–Lícium-art, 2000
- Panaszkönyv 2003; PolgArt, Bp., 2004
- Hugyosjózsi szülei, avagy A Markos-Nádas-sztori; Kossuth, Bp., 2012

### Lemezek
- Magunk részéről... /LP/
- A Katonadolog /LP/
- Csak 18 éven felülieknek! MC/
- Pu(n)ccs /MC/
- Czinege a bokorban/MC/
- Ami a csövön kifér /MC/
- Szájról… Szájba… /MC/
- az 1995 – Még jó, hogy bele nem léptünk! /MC/
- Az olimpia éve /MC/
- '96 – Ez az utolsó /MC/
- BaBoNa /CD/
- Best of Nádasgyuri /CD/
- Nádasok /CD/ (zenés album Nádas Gábor szerzeményeiből)
- Markos-Nádas 30 /DVD/
- Szép volt fiúk! /DVD/
- Az őrület határán /DVD/
- Szeretni kell... /CD/ (In memoriam Nádas Gábor)

### Színházi szerepek
1982-től 1992-ig a Mikroszkóp Színpad összes előadása
A Mikroszkóp Színpadtól való távozása után:
- KI a normális, avagy a marha férj /Karinthy/ (1999) Karinthy Színház
- NádasborsH - 1-6. Tv sorozat az MTV-n (2002)
- Szeretni bolondulásig /Laci/ (2005) Arany Tíz Teátrum
- Az okos mama /Kaiser Ede/ (2004) Turay Ida Színház
- Tizenkét dühös ember /Elnök/ (2005) Újpest Színház
- A meztelen lány /Laci/ (2004) Turay Ida Színház
- Kakukkfészek /Chesvick/ (2005) Turay Ida Színház
- A New York-i páparablás /Samuel Leibovits/ (2006) Karinthy Színház
- Balfék, jobbra át! (2010) Kabaré 24
- Társasjáték (2011) Kabaré 24
- Nicsak, kibeszél?! (2011) Kabaré 24
- Az őrület határán (2011) Új Mikroszkóp Színpad
- Magunk kértük... (2012) Thália Színház-Mikroszkóp Színpad – rendező
- Bors őrmester... /Maxwell Edison/ (2012) Rock Színház
- Szép volt fiúk! (2014) Turay Ida Színház
- Macskafogó musical /Lusta Dick/ (2015) Esztrád Színház

### Tévéműsorok
- Nem vagyunk angyalok (1967)
- Plusz egy fő (1968)
- Telepohár (1981)

### Filmek
- Hóhatár (tévéfilm, 1985)
- Jóban Rosszban – Galambos György
- Oltári csajok (2017–2018)
- Drága örökösök (2019-2020)

## Családja
Nős, 2013 óta harmadik házasságában él. Első és második feleségétől egy-egy fia született, Zoltán (1982) zenész és Gábor (1990), színész.